# Еліпс спотворення

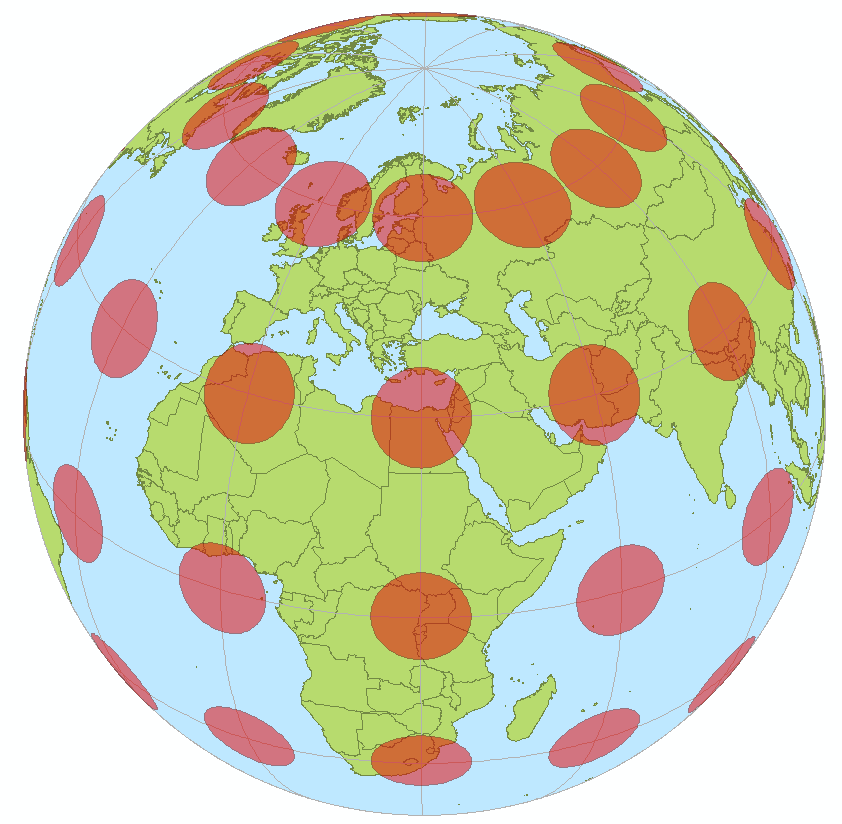
Рівні круги, нанесені на глобус

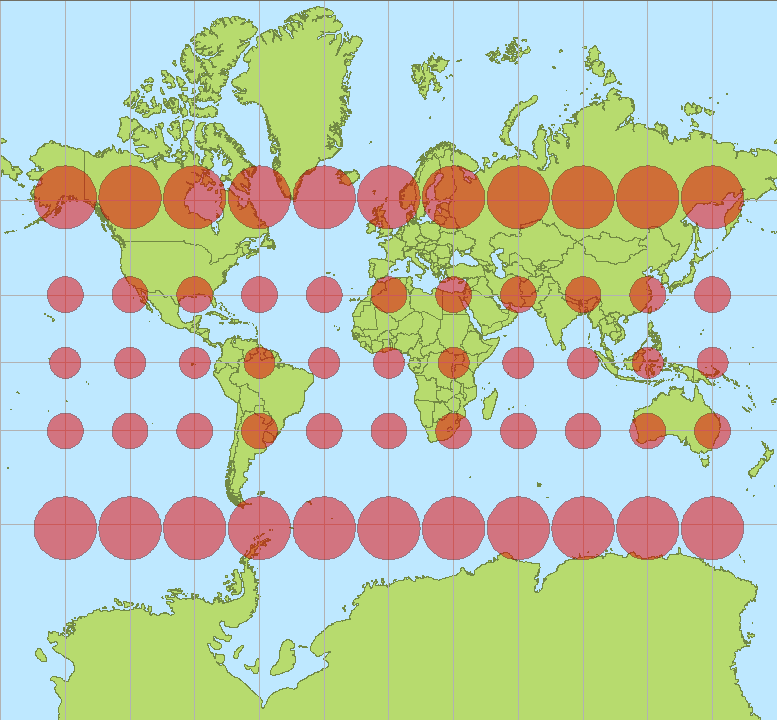
Індикатриса Тіссо для проєкції Меркатора

Е́ліпс спотво́рення (також індикатри́са Тіссо́) — нескінченно малий еліпс у кожній точці на карті, що є зображенням нескінченно малого круга на поверхні, за допомогою якого проводиться узагальнена характеристика спотворень картографічних проєкцій. У точці нульових спотворень еліпс перетворюється на коло. Зміна форми еліпса відображає ступінь спотворення кутів і відстаней, а розміру — ступінь спотворення площ.
Запропонував французький картограф Ніколя Тіссо в середині XIX століття.